# Phantom Thread
Pour plus de détails, voir Fiche technique et Distribution.
Phantom Thread, ou Le Fil caché au Québec, est un film dramatique britannico-américain écrit et réalisé par Paul Thomas Anderson, sorti en 2017.
Il s'agit de la seconde collaboration entre l'acteur irlandais Daniel Day-Lewis et le cinéaste américain après There Will Be Blood sorti en 2007. En juin 2017, l'acteur déclare qu'il s'agira du dernier film de sa carrière et qu'il abandonne le métier d'acteur.
Le film est dédié au réalisateur Jonathan Demme, mort en 2017.

## Synopsis
Dans le monde de la mode du Londres des années 1950, le couturier Reynolds Woodcock, proche de sa sœur Cyril, est engagé pour dessiner les vêtements des gens de la haute société, tels que les stars de cinéma, les héritières ou les mondains, et de la famille royale. Un jour, il rencontre Alma, une jeune femme serveuse dans un salon de thé, qui devient sa muse avant de devenir sa maîtresse.

## Fiche technique
- Titre original et français : Phantom Thread
- Titre québécois : Le Fil caché
- Réalisation : Paul Thomas Anderson
- Scénario : Paul Thomas Anderson et Daniel Day-Lewis[3]
- Musique : Jonny Greenwood
- Direction artistique: Mark Tildesley
- Décors : Véronique Melery
- Costumes : Mark Bridges
- Photographie : Paul Thomas Anderson
- Montage : Dylan Tichenor
- Production : Paul Thomas Anderson, Daniel Lupi, Megan Ellison et JoAnne Sellar
- Sociétés de production : Annapurna Pictures et Ghoulardi Film Company
- Sociétés de distribution : Focus Features et Universal Pictures, Universal Pictures International France (France)
- Budget : 35 millions de dollars
- Pays de production :  États-Unis,  Royaume-Uni
- Langue originale : anglais
- Format : couleur
- Genre : drame
- Durée : 130 minutes
- Dates de sortie :
  - États-Unis : 24 novembre 2017 (sortie limitée) ; 25 décembre 2017 (sortie nationale)
  - Royaume-Uni : 2 février 2018
  - France : 14 février 2018

## Distribution
- Daniel Day-Lewis (VF : Bernard Gabay ; VQ : Gilbert Lachance) : Reynolds Woodcock
- Lesley Manville (VF : Annie Le Youdec ; VQ : Johanne Garneau) : Cyril Woodcock
- Vicky Krieps (VF : elle-même ; VQ : Mélanie Laberge) : Alma Elson
- Camilla Rutherford (VF : Carole Bianic) : Johanna
- Gina McKee (VF : Catherine Griffoni) : Comtesse Henrietta Harding
- Brian Gleeson (VF : Gilduin Tissier ; VQ : Tristan Harvey) : Dr Robert Hardy
- Harriet Sansom Harris (VF : Michèle Garcia) : Barbara Rose
- Lujza Richter (VF : Garance Thénault) : Princesse Mona Braganza
- Julia Davis (VF : Diane Pierens) : Lady Baltimore
- Nicholas Mander : Lord Baltimore
- Philip Franks : Peter Martin
- Phyllis MacMahon (VF : Claire Rossignol) : Tippy
- Silas Carson : Rubio Gurrerro
- Richard Graham : George Riley
- Martin Dew : John Perry
- Jane Perry : Mme Vaughan
- Ingrid Sophie Schram : Ingrid
- Sue Clark (VF : Colette Venhard ; VQ : Élise Bertrand) : Biddy

 Source et légende : version québécoise (VQ) sur Doublage.qc.ca ; Version française selon le carton de doublage.

## Accueil

### Accueil critique
En France, comme partout dans le monde, le film est extrêmement bien reçu, et le site Allociné recense une moyenne des critiques presse de 4,3/5, et des critiques spectateurs à 4,0/5.
Éric Neuhoff, du journal Le Figaro, dit que « Daniel Day-Lewis campe à merveille un couturier dandy et maniaque dans Phantom Thread ». Thomas Sotinel, du journal Le Monde, dit que « Paul Thomas Anderson filme avec maestria un fervent corps à corps dans le Londres des années 1950 » Nicolas Schaller, du magazine L'Obs, est lui aussi très emballé : « Les films de Paul Thomas Anderson ont tous un secret. Parfois trop voyant (Magnolia, There Will Be Blood), parfois si enfoui qu’on s’épuise à vouloir le percer (The Master). Celui de Phantom Thread est le plus déchirant de tous. ». Elisabeth Franck-Dumas, Olivier Lamm et Jérémy Piette, de Libération : « Un film étrange et splendide, magnifiquement déroutant ». Dans l'émission cinéma de Télérama, Cinérama, Jacques Morice dit que le film est sans doute « le meilleur de l'année... et un des meilleurs films des cinq dernières années ! » Pierre Murat, qui écrit l'article dans le magazine parle de « chef-d'œuvre de perversion ». Jacky Goldberg, du magazine Les Inrockuptibles est le seul critique à être moins enthousiaste : « un possible autoportrait de l’artiste en démiurge, hélas plombé par un formalisme redondant et rigide ».
L'émission radiophonique Le Masque et la Plume est unanimement emportée par le film : pour Éric Neuhoff, Pierre Murat, Sophie Avon et Charlotte Linipinska, Phantom Thread est un chef-d'œuvre magnifique.
Le film apparaît dans énormément de classements regroupant les meilleurs films de 2018, dont ceux de Libération, Télérama (où le film apparaît en première position) ou Les Cahiers du Cinéma (où le film apparaît en troisième position).
En février 2020, la revue de Michel Ciment, Positif, classe Phantom Thread en première position dans leur "TOP de la décennie 2010-2019".

### Box-office
- France : 396 194[16]